# SN 2006tb
SN 2006tb – supernowa typu Ia odkryta 19 listopada 2006 roku w galaktyce A034515-0007. W momencie odkrycia miała maksymalną jasność 22,30m.